# لا كاسورتي
لا كاسورتي (بالإنجليزية: La Cassorte)‏ هو أحد جبال سلسلة جبال الألب بينيني وجزء من القمة الأم Monts Rouges (3,314 m) يقع في كانتون فاليز، سويسرا. يبلغ ارتفاع الجبل حوالي 3301 متر، بينما يبلغ ارتفاع نتوء الجبل 31 متر.